# Char lourd T30
 (février 2025).
Le char lourd T30 (désigné informellement Le Tueur de Tigre ) était un projet de char américain de la Seconde Guerre mondiale développé pour contrer les nouveaux chars allemands, tels que le Tiger I, le Tiger II et les chasseurs de chars, tels que le Jagdtiger, ou les chars lourds soviétiques, tels que l'IS-2 ou l'IS-3. Le T30 a été conçu en même temps que le char lourd T29.

## Histoire

### Développements des projets antérieurs
Les mauvais résultats du programme de char lourd M6 ont conduit à une léthargie et un ralentissement dans le développement des chars lourds américains au cours du premier semestre de 1944. Le succès des chars moyens américains en Afrique du Nord a conduit l’armée américaine à croire qu’elle n’aurait pas besoin de chars lourds. Cependant, l’été 1944, lors du débarquement de Normandie, leurs utilités s’est avérés dégrisant. Il s'est avéré que les Allemands disposaient de nouveaux types de chars lourds qui constituaient des obstacles difficiles à franchir pour les chars et les chasseurs de chars américains. En conséquence, le développement de plusieurs nouveaux chars lourds fut accéléré fin juillet 1944, dont le char lourd T30 était l'un d'entre eux.

### Un nouveau départ orienté vers le T29
Début août 1944, des discussions ont surgi au sujet du tout nouveau char lourd M6A2E1, une modernisation complète du char lourd M6. Le général Lucius Clay s'est prononcé contre cette idée, en raison de son manque de mobilité et de sa masse estimée à 77 tonnes. L'idée de développer un tout nouveau char, appelé le T29, a été évoquée pour la première fois le 14 août. Le châssis était inspiré du char lourd T26, la tourelle et l'armement étaient similaires à ceux du M6A2E1.

### Prototypes
Cependant, dès le début, des questions se posaient sur la futur efficacité du T29. L'ennemi principal du futur char aurait été le Tigre II, qui avait une plaque de glacis supérieure de 150 mm d'épaisseur. Des doutes ont été émis très tôt quant à la capacité du canon T5E1 de 105 mm présent sur le char, à pénétrer un tel blindage. C'est pour cela qu'un autre char prometteur a été annoncé le 14 août : le char lourd T30. Sa caisse et sa tourelle étaient identiques à celles du T29, seul le canon était différent.
Le canon M1A1 de 155 mm, connu sous le nom de Long Tom, a été choisi comme point de départ pour ce projet. Ce canon a été développé à la fin des années 1930 pour remplacer peu à peu le canon de 155 mm M1918, copie du GPF français. Les caractéristiques du nouveau canon étaient proches de celles du canon soviétique, le Br-2 de 152 mm d'une puissance spéciale. La vitesse initiale était légèrement inférieure, l'obus était également légèrement plus léger, mais les performances étaient généralement les mêmes. Alors que seulement 39 canons Br-2 ont été construits, l'industrie américaine a produit 1 882 canons de la famille M1 entre octobre 1940 et juin 1945. Peu d’opérations en Afrique du Nord et en Europe ont été réalisées sans la participation du canon de 155mm.
Officiellement, les travaux sur le char lourd T30 ont commencé le 14 septembre 1944. Il a été prévu de produire deux prototypes, dû même nombre que pour le T29. Contrairement à sa copie initiale, qui devait être produit en série de 1 200 chars, le T30 n'allait jamais être commandé en masse. Cela indique que le T30 devait toujours être un plan de secours et était principalement destiné à tester le canon de 155 mm, qui a reçu l'indice T7. La longueur du canon a été réduite à 64,14 mm (calibre de 41,4). La vitesse initiale a diminué à 717 m/s. Néanmoins, il s'agissait du canon de char le plus puissant construit en métal à cette époque. Cependant, le M1A1 n'avait pas encore d'obus perforant. Il a été conçu plus tard.
Les premières modifications apportées au programme du char lourd T30 ont été apportées vers la fin de l'année 1944. Il était clair que les chars lourds arriveraient en retard dans la guerre, et non seulement le volume des commandes fut réduit, mais le châssis fut révisé pour une efficacité meilleur par la suite. Le moteur a été le premier à changer. Initialement, le plan était d'utiliser le moteur Ford GAC de 27 L, qui développait 770 ch. Cependant, même les estimations initiales ont montré que le rapport puissance/poids des T29 et T30 serait faible voir très faible, et un nouveau moteur a été suggéré : le Continental AV-1790 de 29 L refroidi par air. Ce moteur pouvait produire jusqu'à 810 ch. La transmission a également changé. Comme pour le T29, la sélection finale s'est portée en faveur du moteur Alisson CD-850-1.

Des modifications ont également été apportées à la tourelle. Comme pour le T29, la tourelle du T30 était initialement la même que celle du M6A2E1. Cette tourelle était appelée tourelle T29 : le M6A2E1 n'étant rien d'autre qu'une simple plate-forme d'essai. Un certain nombre de problèmes ont été découverts, comme par exemple la possibilité que des fragments et des balles puissent pénétrer dans la tourelle par des fentes, et la tourelle a dû être repensée. Ces problèmes ont permis de changer considérablement les prototypes, mais les T29 et T30 avaient toujours des tourelles identiques. La seule différence était le nombre de mitrailleuses coaxiales : une ou deux. Le nouveau support de canon a été indexé T124.
En raison du canon beaucoup plus gros par rapport au T29, la différence de masse était grande. Le T30 pesait finalement 75,8 t, tandis que le T29 pesait 64,1 t. Le char lourd T29E3 pesait : 65 317 kg. Le moteur plus puissant a donné au T30 un rapport puissance/poids proche de 10,68 ch/tonne, contre 10,74 ch/tonne pour le char lourd T29E3. Le T30 avait un inconvénient, et il était lié au canon. Le char ne transportait que 32 cartouches contre 63 pour le T29. La cadence de tir était faible, ce à quoi on pouvait s'attendre d'un canon d'un aussi gros calibre.
Les travaux sur les chars lourds expérimentaux avançaient lentement. Le T30 n'a été construit que trois ans et demi après le début du développement (soit en 1945). Les chars ont reçu le moteur Continental AV-1790-5A, une variante améliorée qui a été développée en parallèle avec le char. Le premier prototype de char T30 fut achevé en mars 1945 et reçut le numéro d'immatriculation suivant : USA 30162842. Il a été envoyé au terrain d'essai d'Aberdeen à la fin du mois de mars. Pendant ce temps, le nombre de chars T30 commandés a augmenté. Souvent, seuls deux chars sont mentionnés, mais pourtant, les documents historiques indiquent le contraire. En mai 1947, il y avait déjà six T30 avec les numéros d'immatriculation USA 30162842-USA 30162847. Parmi ceux-ci, les chars portant les numéros de série de 1 à 6 furent envoyés au terrain d'essai d'Aberdeen. Le char n°3 de cette série est resté à l'arsenal de Détroit et est devenu un laboratoire d'essai. Un certain nombre de chars ne sont pas restés très longtemps sur les terrains d'essai. Le 8 juin 1948, le char n°5 part pour Fort Knox, le 23 juillet, le char n°6 est envoyé à Yuma et le 20 janvier 1949, le char n°4 est envoyé à Fort Churchill au Canada. Enfin, les chars n°1 et n°2 sont restés sur le terrain d'essai d'Aberdeen et ont subi le plus de tests.
Même si certains chars n'ont passé que quelques mois, voire quelques semaines, sur les terrains d'essai, ils étaient tous rodés. Par exemple, le char n° 4 n'a parcouru 213 km avant d’être envoyé au Canada pour des essais hivernaux. En plus de son faible kilométrage, des défauts ont été découverts dans la transmission. Le char n°6 qui a été envoyé à Yuma a vu certains composants du moteur remplacés avant son envoi. Des essais supplémentaires ont eu lieu en octobre-décembre 1948 et la transmission a dû être remplacée. En 1949, la transmission a été remplacée par la CD-850-3 améliorée.
Quant aux autres chars, ils ont parcouru des distances nettement plus importantes lors des essais. Le T30 n°1 a parcouru 800 km, dont 142,5 km avec une transmission CD-850-2. Le T30 n°2 a établi le record parmi tous les chars lourds. Au total, le char a parcouru 3 766 km, dont 1 492 km avec la transmission CD-850-2. Le moteur et la transmission ont dû être remplacés lors des essais, mais néanmoins l'AV-1790 s'est révélé beaucoup plus fiable que le Ford GAC. Étant donné que ce moteur était également sensiblement plus puissant, il a été considéré comme le vainqueur des essais comparatifs. Il fut peu à peu remplacé en développement avec la production du char moyen M46 avec le moteur Continental AV-1790-5A et la transmission CD-850-3 qui a commencé en 1949. Cette combinaison de moteur et de transmission a également été utilisée dans le char lourd T43, qui deviendra après un renommage, le M103.
Étonnamment, le T30 fut le char lourd expérimental américain le plus durable. 4 des 6 prototypes survivent à ce jour. Des deux chars testés sur le terrain d'essai d'Aberdeen, le n°1 est clairement toujours là. Le char n°3 a également survécu, c'est le seul char lourd de l'arsenal de chars de Détroit qui n'a pas été mis au rebut. Le char n°6 se trouve actuellement à Fort Jackson tandis que le char n°5 est exposé à la collection Armor &amp; Cavalry de l'armée américaine.

## Les premiers chars
Des plans pour quatre chars lourds pilotes ont été avancés en 1944 ; deux T29 avec un canon de 105 mm. mm et deux T30 avec un canon de 155 mm.
Les modèles pilotes T30 ont été lancés en avril 1944 et ont été livrés en 1945.
Mis à part les modifications apportées pour s'adapter aux différents moteurs, le châssis était le même que celui du T29. Le canon de 155 mm tirait des munitions à chargement séparé (obus et charge). Le chargeur était assisté par un pilon à ressort. Le T30 était équipé de l'un des plus gros canons jamais utilisés sur un char américain. La tourelle haute et arrondie était nécessaire pour accueillir le chargeur debout et le grand support de canon. Même à cette époque, le canon ne pouvait être chargé qu'à des altitudes limitées. Il pouvait transporter un assortiment mixte de 34 obus T35E1 HVAP (perforants à haute vélocité), M112B1 et T29E1 APCBC-HE (obus perforants à amorce balistique hautement explosifs), M107 HE (obus explosifs) ou M110 WP (obus fumigènes).

## Variantes
Un modèle pilote, désigné T30E1, avait un système semi-automatique ajouté pour aider le chargeur à enfoncer les munitions dans la culasse. Cela a amené la culasse du canon en position, a enfoncé l'obus du plateau de chargement dans la culasse, puis a ramené le canon à l'angle initial pour ensuite tirer. Une trappe supplémentaire à l'arrière de la tourelle a été ajoutée pour l'éjection automatique des douilles vides.
Le poids de la coquille était de 43 kg et la charge 18 kg, un total de 61 kg pour l'ensemble du tour, ce qui le rendait difficile à manipuler et lui donnait une cadence de tir de seulement deux coups par minute lorsqu'il était chargé manuellement.
Deux des chars pilotes T30 ont ensuite été utilisés comme base pour construire le char lourd T34 équipé d'un canon de 120 mm.

## Exemplaires encore présents

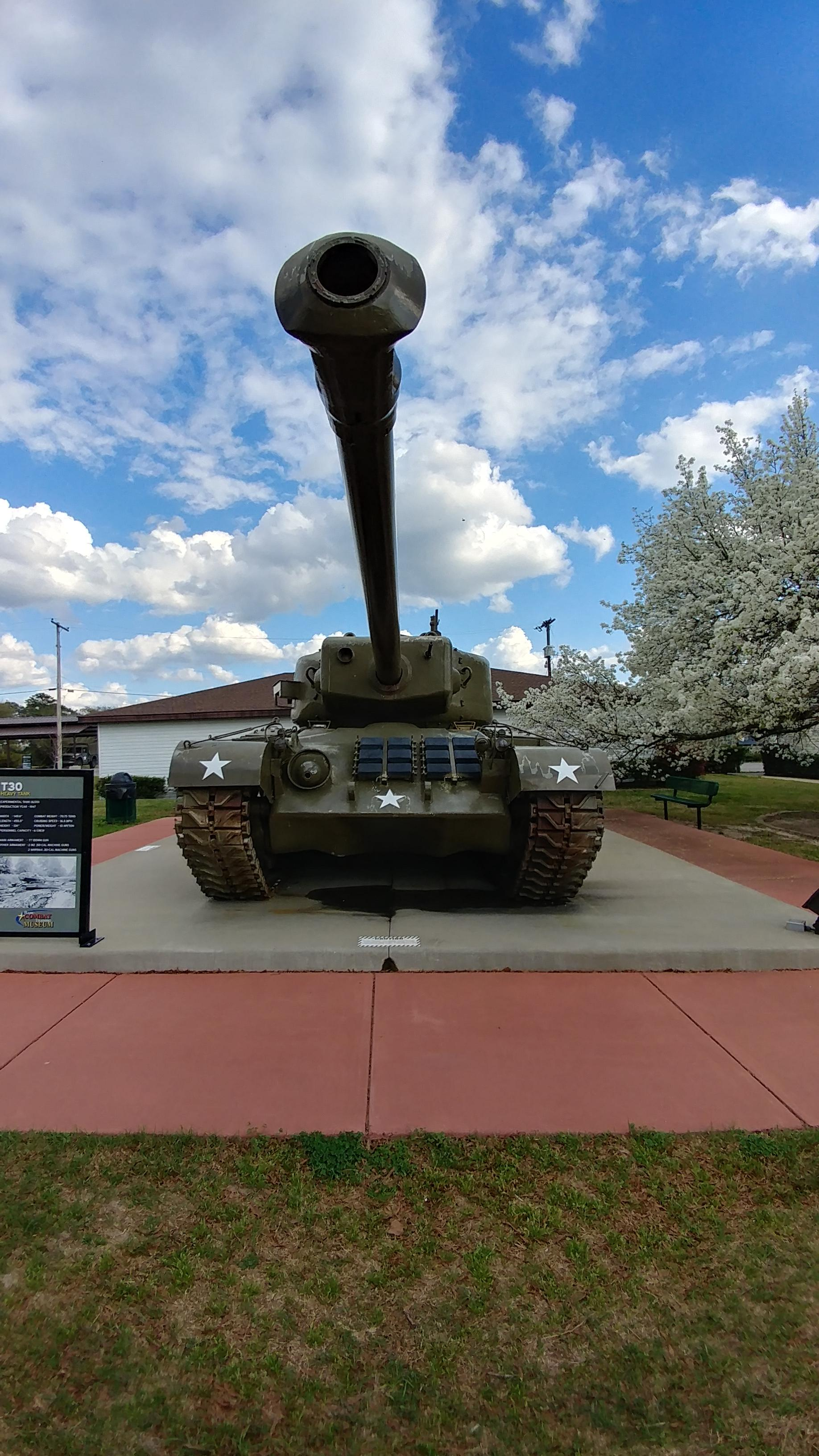
Char lourd T30 à Fort Jackson, Caroline du Sud, États-Unis.

Quatre d'entre eux sont des exemplaires survivants, l'un d'eux se trouve dans la collection de blindés et de cavalerie de l'armée américaine, à Fort Moore, en Géorgie,  mais aussi un dans l'Arsenal de Détroit à Warren, Michigan,[réf. nécessaire] le troisième à Fort Jackson, en Caroline du Sud  et enfin à Aberdeen Proving Grounds

## Sources
- Richard Pearce Hunnicutt, Firepower: A History of the American Heavy Tank, Novato, California, Presidio Press, 1988 (ISBN 0-89141-304-9, lire en ligne)